# 雑物
雑物（ぞうもつ）とは、米や布以外の形態で賦課された野菜や紙、塩、鉄などの種々の物資、あるいはそれらを徴収するために設けられた雑税を指す。
律令制においては調の一部として鉄や鍬、塩や水産物などが雑物として賦課され、また庸の代替として米や布のほか塩などの雑物を納めることが認められる場合があった（「調庸雑物」）。また、それ以外にも交易雑物・年料別貢雑物・年料雑薬・年料雑器などの名目で徴収されるものもあった。これらをまとめて「例進雑物」とも称した。『延喜式』民部省式では、庸調及び雑米以外の諸税目で都へ送られる諸品目を指して「雑物」と称している。
荘園制においては年貢以外に雑公事・万雑公事などの名目で、野菜・紙・水産物・藁・餅・酒・油・薪・漆・秣などの種々の雑物を徴収することが行われていた。